# Onglet (architecture)
Pour les articles homonymes, voir Onglet.

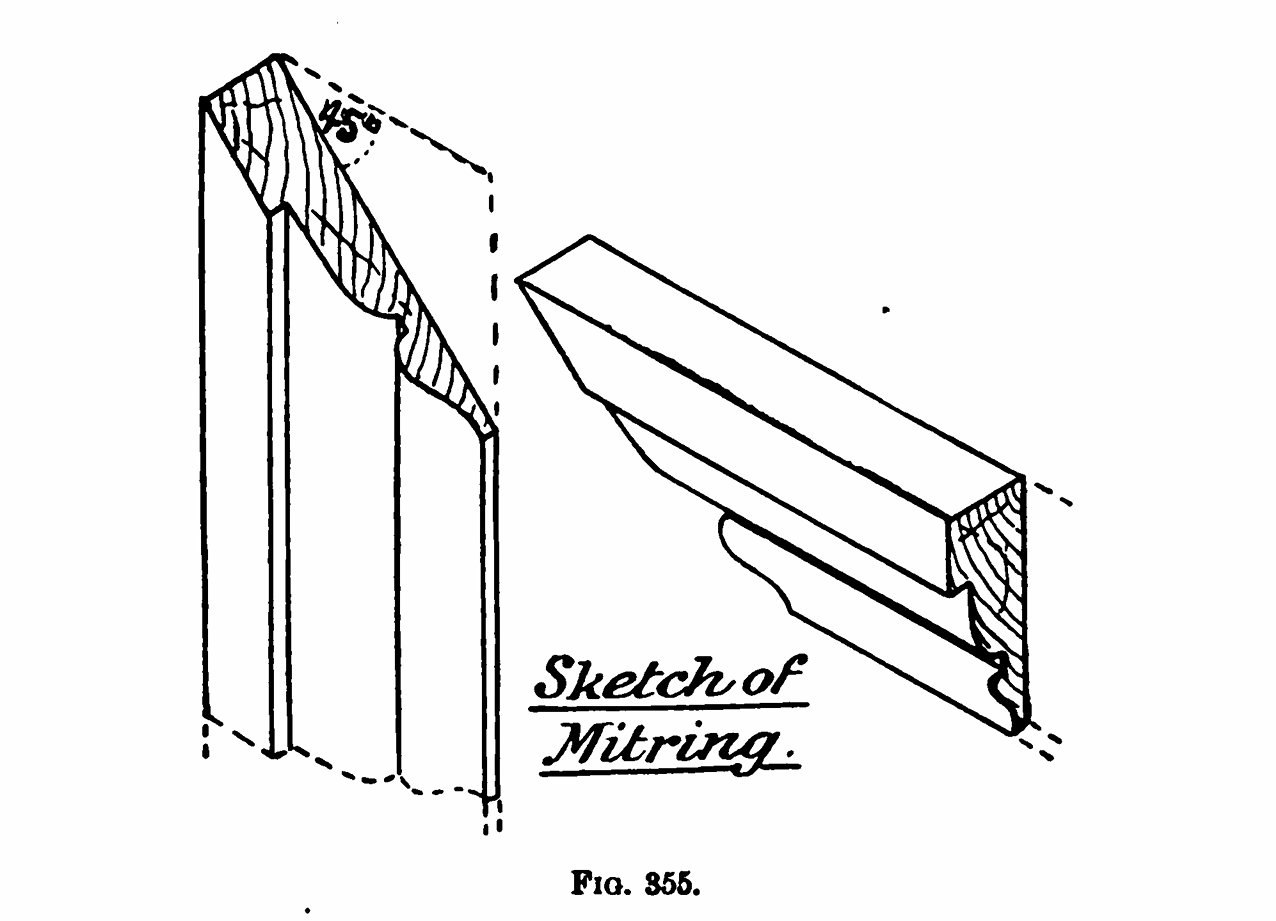
Eclaté d'un onglet à 45° de pièces de bois moulurées

L'onglet est un type de raccord de deux pièces d'une construction suivant la bissectrice de leur angle de rencontre.
Les jonctions de pièces en onglet sont très présentes en menuiserie, en ébénisterie ou en encadrement, où elle permettent notamment de faire filer d'une pièce à l'autre un profil décoratif (moulure, chanfrein etc.) de manière fluide.

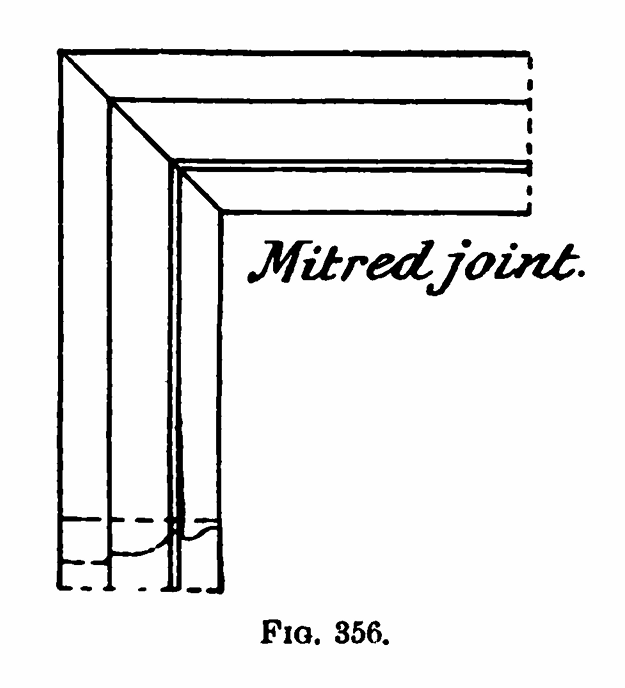
Vue et section rabattue de pièces moulurées jointes en onglet

## Cas spécifiques

### Raccords à angles droits
Il est commun d'assimiler onglets et coupes à 45° du fait du très grand nombre de jonctions en angle droit, dont la bissectrice est 90°/2 = 45°. Cependant on nomme onglet toutes jonctions suivant la même logique quel qu'en soit l'angle formé par les pièces.

### Raccords entre pièces courbes
Dans l'objectif de faire raccorder un profil décoratif d'une pièce à la suivante, de la même manière qu'un onglet opère sur deux pièces rectilignes, il y a recours à des coupes de raccord courbes si au moins une des pièces à joindre est cintrée.